# Украшенный чибис
Украшенный чибис (Vanellus indicus) — небольшая птица семейства ржанковых.

## Описание

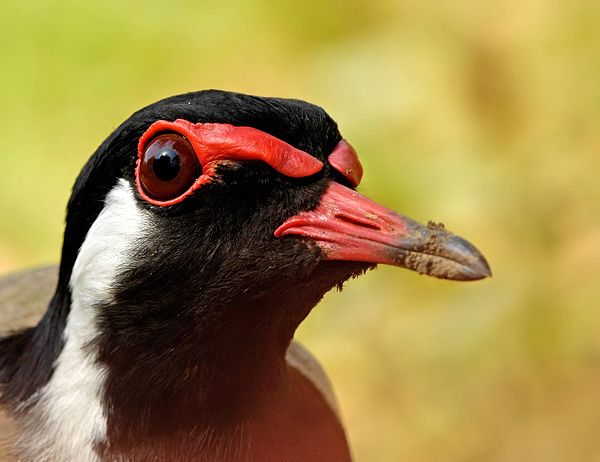
Портрет

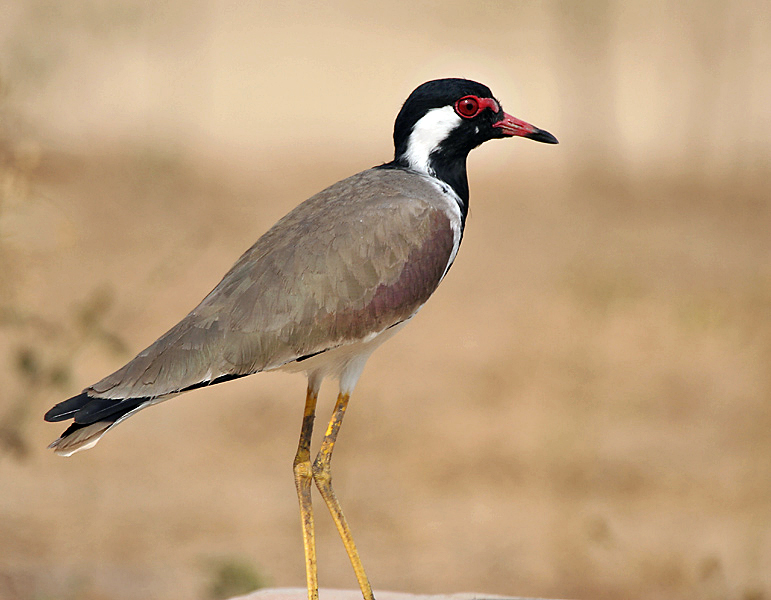

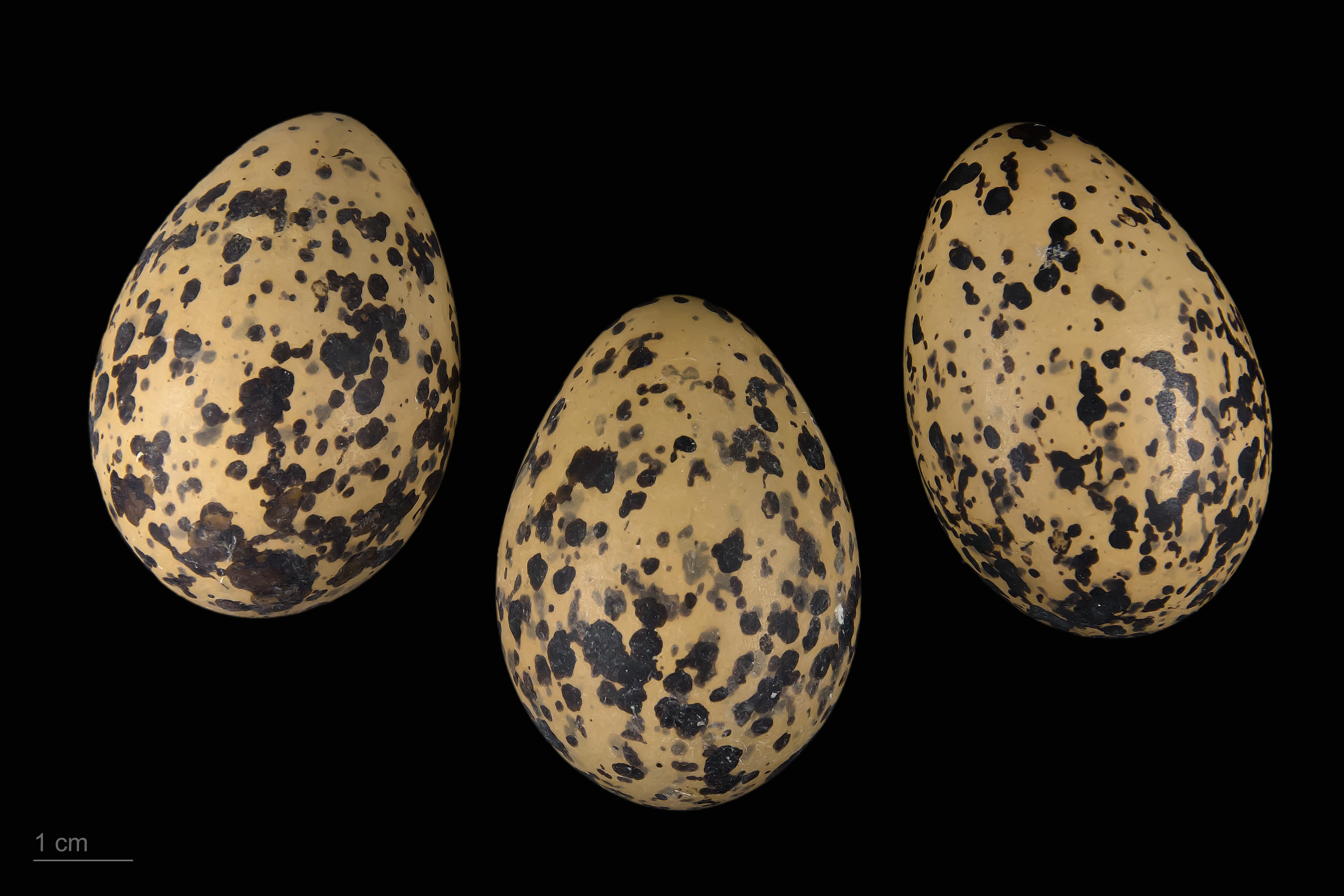
яйцо Vanellus indicus aigneri - Тулузский музеум

Украшенный чибис достигает длины от 32 до 35 см, что соответствует длине чибиса. Самец и самка выглядят похоже.
Жёлтые ноги и красный клюв с чёрными вершинами относительно длинные. Оперение верхней стороны светло-коричневого цвета с зеленовато-металлическим отливов. У птицы чёрная корона, чёрное оперение в передней области лица, чёрное оперение груди и чёрные вершины белых перьев хвоста. По бокам лица от основания клюва до глаз проходят красные полосы. В задней области лица белое оперение, которое переходит вниз в белое оперение нижней стороны. В полёте становится заметной широкая белая полоса, проходящая над крылом по-диагонали. Первостепенные маховые перья, кроющие и второстепенные маховые перья чёрные. Кроющие хвоста и рулевые перья белые. Хвост имеет широкую чёрную полосу на вершине.
У молодых птиц более слабый, коричневатый рисунок на голове. Подбородок и горло белёсые. Красные полосы на коже менее выражены у молодых птиц, чем у совершеннолетних птиц.

## Распространение
Области гнездования украшенного чибиса находятся в болотистых местностях и вдоль рек в Ираке, Иране и на юге России. Птицы, которые гнездятся на юге России, перелетают зимой в Южную Азию, в Индию и на восток и северо-восток Африки. Как редкий гость украшенный чибис встречается также в Западной Европе. Область распространения отдельных подвидов распределена как указано ниже:
- Номинативный подвид Vanellus indicus indicus встречается в Пакистане, Индии, Непале и Бангладеш.
- Подвид Vanellus indicus lankae распространён в Шри-Ланке.
- Подвид Vanellus indicus atronuchalis встречается с северо-востока Индии и Мьянмы до Малайзии и Вьетнама.
- Подвид Vanellus indicus aigneri заселяет юго-восток Турции, Ирак, юг и восток Ирана, юг Туркменистана, восток Аравии, Афганистан и Пакистан до Инда.

Украшенный чибис обитает преимущественно на материке вблизи водоёмов. Он может встречаться у затянутых тиной котлованов, каналов и рек. Это животное-гемерофил, встречающееся особенно часто на просторных орошённых полях, может наблюдаться, однако, и в поросшей травой или каменистой пустоши.
Украшенные чибисы — это преимущественно оседлые птицы, мигрирующие на короткие расстояния в засушливый период или после дождей. Небольшое количество гнездящихся птиц в Туркменистане — это наоборот, перелётные птицы, которые зимуют в Афганистане или Пакистане и возвращаются во второй половине апреля в Туркменистан. На юге Ирана украшенный чибис широко распространённый и частый вид. Возможно, вид извлекает пользу из того, что всё больше для иранского сельского хозяйства применяется искусственное орошение. В Ираке популяция птиц сократилась, после того, как там в 1990-е годы были осушены влажные области.

## Образ жизни

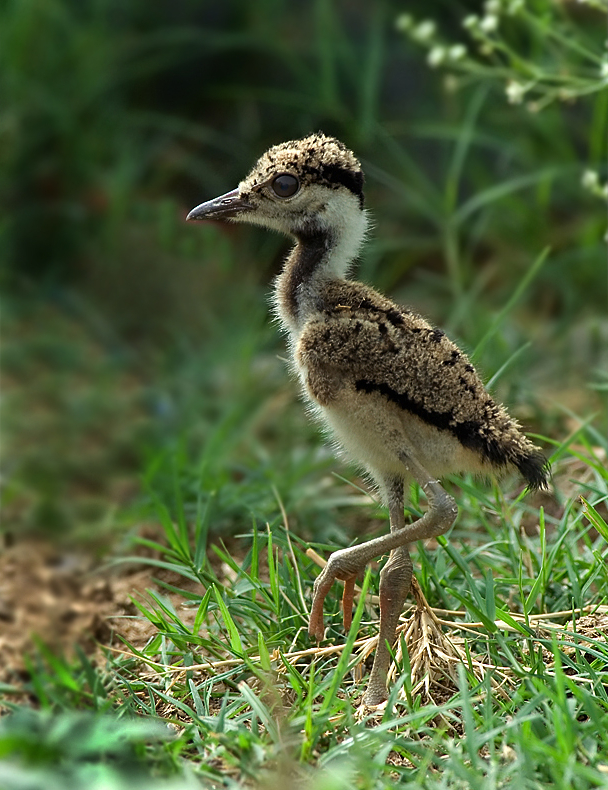
Птенец

Украшенные чибисы ищут корм, прежде всего, ночью. Они питаются преимущественно населяющими землю беспозвоночными животными, такими как например жуки, муравьи, саранча и термиты. Наряду с этим поедаются также моллюски, черви и ракообразные.
Гнёзда сооружаются обычно непосредственно на земле и находятся чаще вблизи водоёмов. Плоская ямка для гнезда часто выкладывается маленькими камнями или другим материалом. В кладке от 3 до 4 яиц. Они коричневые с желтоватым или зеленоватым налётом имеют чёрно-коричневые пятна. Обе родительских птицы высиживают, тем не менее, самка принимает в этом большее участие. Продолжительность высиживания составляет 26 дней.